# Ägyptische Arabische Sozialistische Partei
Die Ägyptische Arabisch-Sozialistische Partei (arabisch حزب مصر العربي الاشتراكي, DMG Ḥizb Miṣr al-ʿarabī al-ištirākī) war eine arabisch-nationalistische und islamisch-sozialistische Partei in Ägypten mit etwa 750 Mitgliedern. Sie befürwortete im Allgemeinen die Verteidigung der Errungenschaften der Ägyptischen Revolution von 1952. Im September 2012 schloss sie sich mit zahlreichen anderen Parteien zur Konferenzpartei zusammen.

## Geschichte
Sie entwickelte sich im Rahmen der Differenzierung der Arabischen Sozialistischen Union in drei politische Plattformen ab 1974 (Rechts, Mitte, Links). Die Ägyptische Arabisch-Sozialistische Partei vertrat die Tendenz des Zentrums, war pro-sadatistsich und stand lange Zeit unter dem Vorsitz des Ministerpräsidenten Mamduh Salem.
Die Partei wurde am 27. September 1992 wiedergegründet. Im Jahre 2005 nominierte sie ihren Leiter, Wahid al-Uksory, zum Kandidaten bei der Präsidentschaftswahl 2005. Später war sie Teil der Demokratischen Allianz und hatte einen Sitz in der Ägyptischen Volksversammlung.